# II. Haszán király kupa
A II. Haszán király kupa egy nemzetközi labdarúgótorna volt, amit a marokkói labdarúgó-szövetség szervezett. 1996 és 2000 között 3 alkalommal (1996, 1998, 2000) került megrendezésre Casablanca-ban. A marokkói labdarúgó-válogatott minden alkalommal jelen volt, rajta kívül három csapat kapott meghívást.

## Résztvevők
- 1996:  Marokkó,  Csehország,  Horvátország,  Nigéria
- 1998:  Marokkó,  Anglia,  Belgium,  Franciaország
- 2000:  Marokkó,  Franciaország,  Jamaica,  Japán

## Végeredmények
| Év   | Győztes       | 2. helyezett | 3. helyezett | 4. helyezett  |
| ---- | ------------- | ------------ | ------------ | ------------- |
| 1996 | Horvátország  | Csehország   | Marokkó      | Nigéria       |
| 1998 | Franciaország | Anglia       | Marokkó      | Franciaország |
| 2000 | Franciaország | Marokkó      | Japán        | Jamaica       |